# Гебефилия

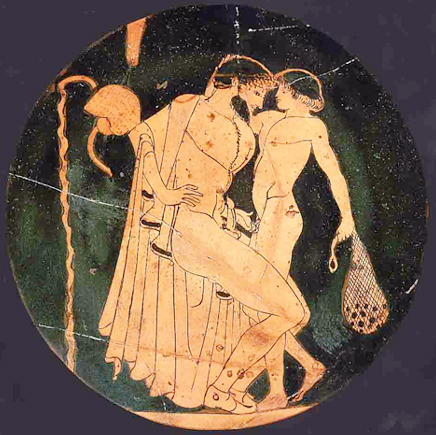
Гебефилийная, гомосексуальная сцена в палестре: мужчина и юноша собираются заняться любовью. Юноша держит мешок с орехами, вероятно, подарок от возлюбленного. На стене губка и стригил (скребок). Тондо аттической краснофигурной чаши работы Бригоса-Художника, 480–470 гг. до н.э., Ашмоловский музей (1967.304)

Гебефили́я (от др.-греч. ἥβη — «юность, молодость» и φιλία — «любовь») — половое влечение (либидо) взрослых людей к подросткам (мальчикам и/или девочкам 11—14 лет, так как темп полового созревания у людей разный). Является одним из нескольких типов хронофилии. Отличается от эфебофилии (сексуальное влечение к лицам юношеского возраста, как правило, 15—20 лет) и от педофилии (сексуальное влечение к детям допубертатного или раннего пубертатного возраста, примерно до достижения ими 11 лет).
Чёткого возраста для определения гебефилии нет, так как возраст начала и завершения полового созревания у разных лиц различается. Отчасти по этой причине некоторые определения педофилии, эфебофилии и гебефилии совпадают. В среднем, у девушек процесс полового созревания начинается в возрасте 10 или 11 лет, у мальчиков — в возрасте 11 или 12 лет.
Несмотря на то, что возраст сексуального согласия варьируется в зависимости от страны, ныне сексуальные отношения совершеннолетнего лица с лицом 11—14 лет криминализированы в большинстве стран мира.

## Этимология и история
Термин гебефилия связан с именем греческой богини и защитницы молодёжи Гебы, а суффикс -philia происходит от -phil-, подразумевая любовь или крепкую дружбу.
В 1914 году, врач Курт Боаш описал гебефилию как «предполагаемый вид женского фетишизма». Антрополог и этно-психиатр Пол Бенедикт (англ. Paul K. Benedict) использовал термин, чтобы отличать педофилов от преступников, совершивших сексуальные преступления, жертвами которых были подростки. Бернард Глюк (англ. Bernard Glueck, Jr.), провёл исследование сексуальных преступников в тюрьме Синг-Синг в 1950-х годах, используя термин гебефилия при классификации субъекта в соответствии с преступлением. В 1960-х годах сексолог Курт Фройнд использовал данный термин, чтобы различать возрастные предпочтения гомосексуальных и гетеросексуальных мужчин во время пенильной плетизмографии, продолжив свою работу с Рейем Блэнчардом в Центре по проблемам наркомании и психического здоровья (англ. CAMH) после эмиграции в Канаду в 1968 году.